# Pseudogastromyzon changtingensis
Pseudogastromyzon changtingensis är en fiskart som beskrevs av Liang 1942. Pseudogastromyzon changtingensis ingår i släktet Pseudogastromyzon och familjen grönlingsfiskar.

## Underarter
Arten delas in i följande underarter:
- P. c. changtingensis
- P. c. tungpeiensis